# Arnex-sur-Nyon
Pour les articles homonymes, voir Arnex.
Arnex-sur-Nyon [aʁnɛ syʁ njɔ̃]  est une commune suisse du canton de Vaud, située dans le district de Nyon.

## Géographie
La commune se situe sur la rive droite du Boiron, à 5 km à l'ouest de Nyon et 1,3 km au sud-est de Borex. 
Le territoire de Arnex-sur-Nyon s'étend sur 2,04 km2. Lors du relevé de 2013-2018, les surfaces d'habitations et d'infrastructures représentaient 9,8 % de sa superficie, les surfaces agricoles 75,5 %, les surfaces boisées 16,7 % et les surfaces improductives 0,5 %. 

## Histoire
Le village est un fief des Savoie dès 1295. En 1432, Manfroy, marquis de Saluces, seigneur de Coppet, le cède au prieuré de Ripaille. En 1536, le village est rattaché au bailliage de Nyon. Il est alors géré par l'assemblée des communiers. 
Berne inféode en 1642 la seigneurie à Jean-Jacques Quisard, seigneur de Crans. En 1763, ses héritiers la vendent au banquier genevois Antoine Saladin, qui la conserve jusqu'en 1798.

## Population et société

### Gentilé et surnom
Les habitants de la commune se nomment les Arnésiens ou les Arnexiens.
Ils sont surnommés les Ridelles (lè Redallé en patois vaudois, à rapprocher de lè Redalâïe, les Dégringolés). Une légende raconte que les villageois auraient cherché à faire tomber un arbre en dehors de la route en s'accrochant les uns aux autres depuis sa cime et qu'ils auraient chuté.

### Démographie

#### Évolution de la population
Arnex-sur-Nyon compte 243 habitants au 31 décembre 2022 pour une densité de population de 119 hab/km2. Sur la période 2010-2019, sa population a augmenté de 70,4 % (canton : 12,9 % ; Suisse : 9,4 %).  

#### Pyramide des âges
En 2020, le taux de personnes de moins de 30 ans s'élève à 35,9 %, au-dessus de la valeur cantonale (35 %). Le taux de personnes de plus de 60 ans est quant à lui de 22 %, alors qu'il est de 21,9 % au niveau cantonal.
La même année, la commune compte 131 hommes pour 111 femmes, soit un taux de 54,1 % d'hommes, supérieur à celui du canton (49,1 %).
| Hommes | Classe d’âge | Femmes |
| ------ | ------------ | ------ |
| 0,0    | 90 ans ou +  | 0,9    |
| 2,3    | 75 à 89 ans  | 5,4    |
| 18,3   | 60 à 74 ans  | 17,1   |
| 19,8   | 45 à 59 ans  | 21,6   |
| 18,3   | 30 à 44 ans  | 24,3   |
| 16,8   | 15 à 29 ans  | 11,7   |
| 24,4   | - de 14 ans  | 18,9   |

| Hommes | Classe d’âge | Femmes |
| ------ | ------------ | ------ |
| 0,5    | 90 ans ou +  | 1,4    |
| 6,1    | 75 à 89 ans  | 8,2    |
| 13,3   | 60 à 74 ans  | 14,3   |
| 21,5   | 45 à 59 ans  | 21,2   |
| 22,0   | 30 à 44 ans  | 21,4   |
| 19,6   | 15 à 29 ans  | 18,0   |
| 16,9   | - de 14 ans  | 15,5   |